# Meyer Hertz
Meyer Hertz (1836 – 6. november 1914) var en dansk fabrikant.
Han overtog i 1869 garveriet, der var grundlagt i Prinsensgade i København af faderen Abraham Hertz (1800-1875) den 4. december 1821 og fortsatte firmaet i eget navn. Han havde allerede ledt efter en egnet grund til ekspansion, og i 1875 flyttede han fabrikken til helt nye bygninger på Jagtvej 211 på det dengang meget landlige Østerbro. Ud mod Jagtvej havde Meyer Hertz sin direktørbolig, hvoraf dele stadig findes og nu er ombygget til boligbebyggelsen Garvergården af Tegnestuen Vandkunsten 1987-88, rummer en café.
Abraham Hertz købte i 1832 garvermester H. Topps Garveri i Rosenborggade nr. 5 af enken efter denne, og familien flyttede ind i stuelejligheden. Meyer Hertz blev født i Rosenborggade som nummer fem ud af en søskendeflok på i alt ni og var den eneste, der viste interesse for garverfaget. Hans ældre bror Bernhard Hertz blev guldsmed. Abraham sendte Meyer til bl.a. England og Tyskland for at studere faget, og det var her, han fandt interesse for skofremstilling. Da han vendte hjem, foreslog han faderen, at de skulle udvide med skoproduktion, men det blev afslået. Abraham Hertz var ikke indstillet på ændringer i produktionen, så indtil Abrahams død i 1875 måtte Meyer nøjes med at tænke på dette.
1897 blev virksomheden aktieselskab, og Hertz påbegyndte skoproduktion. Omkring år 1900 solgte Hertz sit garveri og flyttede ind i Dronningens Tværgade 6. Firmaet indgik i 1918 i Ballin & Hertz, der blev en sværvægter inden for garvning og skofremstilling, men lukkede i 1974.